# Charles Franklin
Charles Bayly (Charlie) Franklin (Dublin, 1 oktober 1880 – Springfield, 19 oktober 1932) was een Iers motorcoureur en constructeur. Hij was fabrieksrijder voor Indian en ontwikkelde onder meer de Indian Scout, Indian Chief en de Indian 101 Scout.

## Jeugd
Charlie Franklin stamde af van Engelse kolonisten die in de 17e eeuw naar Ierland waren gekomen om te gaan boeren. Zijn grootvaders beroep werd eenvoudig omschreven als "gentleman". Zijn vader Lorenzo Bruce Clutterbuck Franklin was scheepsbouwer en metaalhandelaar. Zijn moeder was Annie Honor Wrixon, geboren "Bayly". In het jaar voor zijn geboorte stierven drie van zijn broers en zussen aan roodvonk. Een andere zus werd vier dagen voor de geboorte van Charles begraven. Charles was de eerste zoon die deze ziekte overleefde, maar hij overleefde ook ternauwernood een longontsteking. Zo werd hij het eerste kind in de familie dat volwassen werd. Twee jongere broers werden ook volwassen.
Charles kreeg een goede opleiding aan een privéschool. In 1894 ging hij naar St. Andrews College in Dublin, dat in dat jaar was opgericht. Hij woonde toen bij zijn grootvader, Robert Franklin. Charles toonde veel belangstelling voor wetenschap en na zijn school ging hij in overheidsdienst, waar hij een opleiding voor elektrotechnisch ingenieur volgde.

## Racecarrière
Rond 1900 werkte hij als ingenieur bij de Rathmines Electricity Works in Dublin en hij kocht in 1903 een gloednieuwe FN-motorfiets die hij meteen begon te modificeren voor wedstrijden. In die tijd werd ook de Motor Cycle Union of Ireland (MCUI) gevormd en zij organiseerde vanaf 1904 bijna elk zomerweekend snelheidswedstrijden op Velvet Strand, een strand in Portmarnock ten noorden van Dublin. Behalve deze strandraces nam Franklin ook met succes deel aan betrouwbaarheidsritten en heuvelklimwedstrijden. Zijn rijden werd omschreven als onbevreesd maar zorgvuldig en zijn machinevoorbereiding als "griezelig". Andere coureurs kwamen naar hem toe voor hulp bij het prepareren van hun eigen motorfietsen. 

### Trophée International
In 1905 nam hij met Humber en Progress-motorfietsen deel aan wedstrijden. Hij startte als privérijder met een Chater Lea-JAP op de Highroads Course op het eiland Man in de kwalificatiewedstrijden voor het Britse team voor de Trophée International. De Highroads Course was de 84 km-lange voorloper van de Snaefell Mountain Course en veel te uitdagend en steil voor de motorfietsen uit die tijd. Alleen Ariel-rijder J. S. Campbell en Matchless-eigenaar Harry Collier haalden de finish, maar Fanklin werd vanwege zijn snelheid als derde teamlid aangenomen. Hij werd de eerste Ier die in een internationale race startte. Ook in 1906 werd hij geselecteerd, samen met Harry en Charlie Collier.

### Isle of Man TT
De lokatie van de nieuwe wedstrijd lag voor de hand. In het Verenigd Koninkrijk was racen op openbare wegen verboden, maar op Man had George Somerset, 3rd baron Raglan, de gouverneur van het eiland, grote autonomie. Hij had al toestemming gegeven voor de eerste wedstrijd voor auto's, de Gordon Bennett Eliminating Trial in 1904, die werd gevolgd door de Gordon Bennett Tourist Trophy car races in 1905 en de genoemde kwalificatiewedstrijden voor de Trophée International. Om de toestemming van het Manx parlement, de Tynwald, te vergemakkelijken koos men de naam "Tourist Trophy" en de motorfietsen moesten er ook zo normaal mogelijk uitzien, met standaards en bagagedragers. Dat kwam ook de gebroeders Collier goed uit, want als eigenaren van Matchless hoefden ze geen dure racemotoren meer te bouwen. Zo ontstond de Isle of Man TT, die in 1907 voor het eerst werd verreden op een korter en eenvoudiger circuit, de St John's Short Course van St John's via Kirk Michael en Peel terug naar St John's.
Franklin schreef zich voor de TT van 1907 wel in, maar trok die inschrijving twee weken voor de race terug omdat hij geen vrij kon krijgen bij de Rathmines Electricity Works.
Hoewel zijn vrouw Nancye drie dagen van tevoren het leven had geschonken aan hun eerste kind, dochter Phyllis, vertrok Charles toch om deel te nemen aan de TT van 1908, waar hij met een Chater Lea-JAP zesde werd. De race werd gewonnen door Jack Marshall met een Triumph en op een dergelijke machine werd Charlie Franklin in de TT van 1909 vijfde. Daarmee won hij de Private Owner's Prize. Hij zag de Amerikaan Lee Evans met een Indian V-twin in gevecht met Harry Collier en kwam tijdens de TT van 1910 ook met een Indian aan de start. Teammanager Billy Wells had echter de hand gelegd op een lading slechte binnenbanden, waarmee ook Franklin werd bediend. Het hele team kreeg problemen met lekke banden en zelfs klapbanden. Franklin beleefde dat bij Devil's Elbow en vloog tegen een muur. Tijdens de TT van 1911 maakte Franklin samen met Oliver Godfrey en Arthur Moorhouse als fabrieksrijder deel uit van het Indian-team van Billiy Wells, dat werd ondersteund door mede-eigenaar Oscar Hedstrom als technisch adviseur. Het werd een enorm succes. De race was verplaatst naar de 60 km-lange Snaefell Mountain Course een iets ingekorte versie van de oude Highroads Course. De coureurs moesten nu ook de Mountain Section op de flanken van de berg Snaefell nemen en daar waren de Indians met hun kettingaandrijving, koppeling en versnellingsbak enorm in het voordeel. Franklin werd tweede achter Godfrey en voor Moorhouse. In juni 1912 reed Franklin met een achtkleps-Indian een record op Brooklands. Hij was de eerste die daar 300 mijl in 300 minuten aflegde. Billy Wells, inmiddels Indian-importeur voor het Verenigd Koninkrijk, zag echter de potentie van Franklin. Hij trad in 1911 toe tot de Raad van Bestuur van Indian en haalde Charlie Franklin in 1914 over om zijn baan bij de Rathmines Electricity Works en Indian-vertegenwoordiger in Dublin te worden.

#### Isle of Man TT-resultaten
| Jaar | Klasse                   | Circuit                  | Team               | Motorfiets           | Plaats |                                 | Winnaar |
| ---- | ------------------------ | ------------------------ | ------------------ | -------------------- | ------ | ------------------------------- | ------- |
| 1908 | Single Cylinder TT       | St John's Short Course   | Privé              | Chater Lea-JAP 3½ HP | 6e     | Jack Marshall, Triumph 3½ HP    |         |
| 1909 | 500 Single & 750 Twin TT | St John's Short Course   | Privé              | Triumph 3½ HP        | 5e     | Harry Collier, Matchless 5 HP   |         |
| 1910 | 500 Single & 750 Twin TT | St John's Short Course   | Privé              | Indian 5 HP          | DNF    | Charlie Collier, Matchless 5 HP |         |
| 1911 | Senior TT                | Snaefell Mountain Course | Billy Wells-Indian | Indian 3¾ HP         | 2e     | Oliver Godfrey, Indian 3¾ HP    |         |
| 1912 | Senior TT                | Snaefell Mountain Course | Billy Wells-Indian | Indian               | DNF    | Frank A. Applebee, Scott        |         |
| 1913 | Senior TT                | Snaefell Mountain Course | Billy Wells-Indian | Indian               | 4e     | Tim Wood, Scott                 |         |
| 1914 | Senior TT                | Snaefell Mountain Course | Billy Wells-Indian | Indian               | 8e     | Cyril Pullin, Rudge             |         |

## Carrière bij Indian
Het uitbreken van de Eerste Wereldoorlog betekende een grote terugval in de motorfietsverkopen, en toen in september 1915 in Ierland de "McKenna Duties", een importbelasting van 33%, werden ingevoerd, was het afgelopen. In november 1916 sloot Franklin zijn Indian-depot. Hij werd uitgenodigd om naar Springfield (Massachusetts) te komen om daar op de Indian-ontwikkelingsafdeling te gaan werken. Hij was de eerste gediplomeerde ingenieur die voor Indian ging werken. 

### Model O Light Twin
Het ontwerp van de Indian Model O Light Twin wordt aan hem toegeschreven, maar hij werkte bij het uitkomen van dit model pas drie maanden bij Indian. Het lichte 257cc-model had wel Britse kenmerken. Het had een dwarsgeplaatste boxermotor en was vergelijkbaar met het 350cc-Douglas Model O uit 1913. Het is mogelijk dat Charles Franklin de eerste tekeningen al in Ierland had gemaakt. 

### Scout
Hij maakte ook een verbeterde versie van de door Hedstrom ontwikkelde Powerplus-V-twin en in 1920 kwam van zijn hand de Indian Scout. Hij verbeterde meer bestaande modellen door toepassing van aangeschroevde versnellingsbakken en een primaire aandrijving door tandwielen in plaats van een ketting (zoals bij de Scout) en natte koppelingen. In mei 1920 waren vrouw Nancye en dochter Phyllis overgekomen naar de VS, nu de overtocht door het einde van de oorlog veilig was. 

### Chief
De door Franklin ontworpen Indian Chief uit 1922 was een grotere, 1000cc-versie van de Powerplus met de techniek van de Scout met twee nokkenassen. 

### Prince
In 1925 ontwierp hij de 350cc-Indian Prince, een lichte motorfiets die was bedoeld om het publiek aan te sporen motor te gaan rijden met de slogan "You can learn to ride it in five minutes”. 

### Model 401/402
Het volgende project van Charles Franklin was het verbeteren van het Model 401 en 402, een langsgeplaatste viercilinderlijnmotor die van de in 1927 overgenomen ACE Motor Corporation kwam en al door Arthur O. Lemon doorontwikkeld was. 

### Scout 101
De Indian Scout 101 had dezelfde framegeometrie als de modellen 401/402, wat resulteerde in zeer goede stuurresultaten. 

### Dispatch Tow
Het Scout 101-frame gebruikte hij ook als basis voor de Dispatch Tow uit 1931. De Dispatch Tow had aan de voorkant een speciale sleepvoorziening waardoor hij achter een auto kon worden gehangen. Dat was makkelijk voor monteurs die een auto voor een servicebeurt moesten ophalen. De monteur koppelde de Dispatch Tow achter de auto en reed ermee naar de garage.
Met zijn race-ervaring ontwikkelde hij ook de wedstrijdmotoren van Indian, zowel met zij- als kopklepmotoren en bovenliggende nokkenassen.

## Overlijden
In de tweede helft van 1931 nam hij verlof om te rusten en zijn gezondheid te herstellen. Aanvankelijk werkte hij thuis in zijn eigen tekenkamer nog door. In de nacht van 19 oktober 1932 overleed hij aan de gevolgen van darmkanker. 